# Muslim Salikhov
Muslim Salikhov (9 de junio de 1984, Majachkalá, Daguestán, Rusia) es un artista marcial mixto ruso y peleador de Sanda que actualmente compite en la división de peso wélter de Ultimate Fighting Championship. Varias veces campeón mundial de Wushu Sanda, Salikhov ocupa un lugar junto a Hossein Ojaghi como uno de los dos únicos atletas no chinos que han ganado la Copa del Rey de Wushu Sanda..

## Wushu

### Wushu Sanda
Se enfrentó a Liu Hailong, que ostentaba el título de «Rey del Sanda», en los Campeonatos Mundiales de Wushu de 2003 celebrados en Macao. Ambos estuvieron muy igualados, y Liu Hailong fue declarado vencedor. Fue el campeón de Sanshou en los Campeonatos Europeos de Wushu de 2004, celebrados en Moscú, y se convirtió en campeón del mundo en 2005. El musulmán Salikhov suele ser reconocido como uno de los mejores competidores de Wushu Sanda de la historia.
En febrero de 2006, participó en el primer torneo internacional "King of Sanda" en Chongqing y se convirtió en el primer no chino en ganar el título. Volvió a ganar el título mundial en 2007 y 2009. En el Campeonato Mundial de Wushu, se convirtió en uno de los atletas de sanda más condecorados de todos los tiempos y fue el primer atleta de sanda en ganar cinco medallas de oro. También fue medalla de oro en el Torneo de Wushu de Pekín de 2008, y ganó medallas en los Juegos Mundiales de 2009 y en los Juegos Mundiales de Combate.

## Carrera de artes marciales mixtas

### Carrera temprana
Hizo su debut profesional en MMA en julio de 2011. Durante el siguiente año y medio, obtuvo un récord de dos victorias y una derrota.

### M-1 Global
A principios de 2013, firmó con M-1 Global, preparándose con el Phuket Top Team para su debut en las artes marciales mixtas. Luchó tres veces para la promoción, yendo invicto durante esta carrera.

### Otras promociones
A partir de 2015, luchó para varias promociones regionales en China y Rusia. Ha luchado siete veces en los últimos dos años, de nuevo permaneciendo invicto en esta carrera con seis de las siete victorias que vienen por nocaut.
Consiguió su mayor victoria hasta la fecha cuando se impuso al veterano de la UFC y Bellator Melvin Guillard por nocaut.

### Ultimate Fighting Championship

#### 2017
El 19 de octubre de 2017, firmó Salikhov con UFC.En su debut en la promoción, Salikhov enfrentó a Alex Garcia el 25 de noviembre de 2017 en UFC Fight Night 122. Perdió la pelea por sumisión en el segundo asalto.

#### 2018
Salikhov enfrentó a Abdul Razak Alhassan el 14 de abril de 2018, en UFC on Fox 29. Sin embargo, Alhassan se retiró de la cartelera, citando una lesión y fue reemplazado por el debutante Ricky Rainey.  Ganó la pelea por TKO en el segundo asalto.
El 20 de julio de 2018, Salikhov fue notificado de una posible violación de dopaje por la USADA a partir de una muestra fuera de competición recogida el 7 de junio de 2018. El 4 de marzo de 2019 Salikhov fue absuelto de la suspensión de la USADA, ya que ésta no pudo determinar si Salikhov había ingerido Turinabol oral un año antes de ser fichado por la UFC y entrar en el programa de control antidopaje de la USADA.

#### 2019
Salikhov enfrentó a Nordine Taleb el 7 de septiembre de 2019 en UFC 242. Ganó la pelea por KO en el primer asalto. Está victoria lo hizo merecedor de su primer premio de Actuación de la Noche.
Salikhov enfrentó a Laureano Staropoli el 26 de octubre de 2019, en UFC Fight Night 162. Ganó la pelea por decisión unánime.

#### 2020
Se esperaba que Salikhov enfrentara a Niko Price el 11 de abril de 2020, en UFC Fight Night: Overeem vs. Harris. Sin embargo, debido a la pandemia de COVID-19, el evento fue finalmente pospuesto y el emparejamiento desechado.
Se enfrentó a Elizeu Zaleski dos Santos el 11 de julio de 2020 en UFC 251. Ganó el combate por decisión dividida.
Salikhov estaba programado para enfrentar a Cláudio Silva el 18 de octubre de 2020 en UFC Fight Night 180. Sin embargo, el 4 de octubre se anunció que Salikhov retiraba por razones no reveladas y fue reemplazado por James Krause.

#### 2021
Salikhov estaba programado para enfrentar a Santiago Ponzinibbio el 16 de enero de 2021, en UFC on ABC 1. Sin embargo, Salikhov se retiró de la pelea a mediados de diciembre alegando problemas de salud tras contraer COVID-19.
Se enfrentó a Francisco Trinaldo el 5 de junio de 2021 en UFC Fight Night: Rozenstruik vs. Sakai. Ganó el combate por decisión unánime.

#### 2022
Salikhov estaba programado para enfrentar a Michel Pereira el 15 de enero de 2022, en UFC on ESPN 32.
Salikhov enfrentó a Li Jingliang el 16 de julio de 2022, en UFC on ABC 3. Perdió la pelea por TKO en el segundo asalto.
Salikhov enfrentó a André Fialho el 19 de noviembre de 2022, en UFC Fight Night 215. Ganó la pelea por TKO en el primer asalto. Esta victoria lo hizo merecedor de su primer premio de Actuación de la Noche.

#### 2023
Salikhov enfrentó a Nicolas Dalby el 17 de junio de 2023, en UFC on ESPN 47. Perdió la pelea por decisión unánime.

#### 2024
Salikhov estaba programado para enfrentar a Randy Brown el 16 de diciembre de 2023, en UFC 296.  Sin embargo, la pelea fue cancelada luego de que Brown se retirara de la pelea por enfermedad. El par fue reprogramada para el 3 de febrero de 2024, en UFC Fight Night 235. Salikhov perdió la pelea por KO en el primer asalto.
Salikhov enfrentó a Santiago Ponzinibbio el 13 de julio de 2024 en UFC on ESPN 59. Ganó la pelea por decisión dividida. 9 de los 13 medios de comunicación calificaron la pelea a favor de Ponzinibbio.

## Vida personal
Muslim es un exalumno del famoso internado deportivo daguestaní Five Directions of the World.

## Campeonatos y logros
- Ultimate Fighting Championship
  - Actuación de la Noche (Una vez) vs. Nordine Taleb[25]

## Récord en artes marciales mixtas
| Récord profesional | Récord profesional | Récord profesional |
| 25 peleas          | 20 victorias       | 5 derrotas         |
| ------------------ | ------------------ | ------------------ |
| Nocaut             | 13                 | 2                  |
| Sumisión           | 2                  | 2                  |
| Decisión           | 5                  | 1                  |

| Resultado | Récord | Oponente                     | Método                                      | Evento                                                   | Fecha                   | Ronda | Tiempo | Localización            | Notas                                                               |
| --------- | ------ | ---------------------------- | ------------------------------------------- | -------------------------------------------------------- | ----------------------- | ----- | ------ | ----------------------- | ------------------------------------------------------------------- |
| Victoria  | 20–5   | Santiago Ponzinibbio         | Decisión (dividida)                         | UFC on ESPN: Namajunas vs. Cortez                        | 13 de julio de 2024     | 3     | 5:00   | Denver, Colorado        |                                                                     |
| Derrota   | 19–5   | Randy Brown                  | KO (golpes)                                 | UFC Fight Night: Dolidze vs. Imavov                      | 3 de febrero de 2024    | 1     | 3:17   | Las Vegas, Nevada       |                                                                     |
| Derrota   | 19–4   | Nicolas Dalby                | Decisión (unánime)                          | UFC on ESPN: Vettori vs. Cannonier                       | 17 de junio de 2023     | 3     | 5:00   | Las Vegas, Nevada       |                                                                     |
| Victoria  | 19–3   | André Fialho                 | TKO (patada giratoria y golpes)             | UFC Fight Night: Nzechukwu vs. Cuțelaba                  | 19 de noviembre de 2022 | 3     | 1:03   | Las Vegas, Nevada       |                                                                     |
| Derrota   | 18-3   | Li Jingliang                 | TKO (golpes y codazos)                      | UFC on ABC: Ortega vs. Rodríguez                         | 16 de julio de 2022     | 2     | 4:38   | Long Island, Nueva York |                                                                     |
| Victoria  | 18-2   | Francisco Trinaldo           | Decisión (unánime)                          | UFC Fight Night: Rozenstruik vs. Sakai                   | 5 de junio de 2021      | 3     | 5:00   | Las Vegas, Nevada       |                                                                     |
| Victoria  | 17-2   | Elizeu Zaleski dos Santos    | Decisión (dividida)                         | UFC 251                                                  | 12 de julio de 2020     | 3     | 5:00   | Abu Dhabi               |                                                                     |
| Victoria  | 16-2   | Laureano Staropoli           | Decisión (unánime)                          | UFC Fight Night: Maia vs. Askren                         | 26 de octubre de 2019   | 3     | 5:00   | Kallang                 |                                                                     |
| Victoria  | 15-2   | Nordine Taleb                | KO (puñetazo)                               | UFC 242                                                  | 7 de septiembre de 2019 | 1     | 4:26   | Abu Dhabi               | Actuación de la Noche.                                              |
| Victoria  | 14-2   | Ricky Rainey                 | KO (golpes)                                 | UFC on Fox: Poirier vs. Gaethje                          | 14 de abril de 2018     | 2     | 3:56   | Glendale, Arizona       |                                                                     |
| Derrota   | 13-2   | Alex Garcia                  | Sumisión (rear-naked chokes)                | UFC Fight Night: Bisping vs. Gastelum                    | 25 de noviembre de 2017 | 2     | 3:22   | Shanghái                |                                                                     |
| Victoria  | 13-1   | Melvin Guillard              | KO (patada de gancho giratorio)             | Kunlun Fight MMA 12                                      | 1 de junio de 2017      | 1     | 1:33   | Yantai                  | Combate de peso acordado (181 libras); Guillard no alcanzó el peso. |
| Victoria  | 12-1   | Akoundou Epelet Evy Johannes | Sumisión (arm-triangle choke)               | International Pro Fighting Championship: YunFeg Showdown | 25 de mayo de 2017      | 1     | 3:23   | Shandong                |                                                                     |
| Victoria  | 11-1   | Ivan Jorge                   | KO (patada giratoria hacia atrás)           | Kunlun Fight: Cage Fight Series 6                        | 21 de octubre de 2016   | 1     | 1:04   | Yiwu                    |                                                                     |
| Victoria  | 10-1   | Gang Zhang                   | Sumisión (arm-triangle choke)               | Superstar Fight 3                                        | 21 de mayo de 2016      | 1     | 0:00   | Harbin                  |                                                                     |
| Victoria  | 9-1    | Artem Shokalo                | KO (patada giratoria hacia atrás)           | Cage Fighting: Dagestan                                  | 2 de abril de 2016      | 1     | 2:31   | Majachkalá              |                                                                     |
| Victoria  | 8-1    | Kurbanjiang Tuluosibake      | TKO (patada giratoria hacia atrás y golpes) | Bullets Fly FC 3                                         | 16 de enero de 2016     | 1     | 0:18   | Hebei                   | Combate de peso acordado (174 libras).                              |
| Victoria  | 7-1    | Tsuyoshi Yamashita           | TKO (golpes)                                | W.I.N. FC                                                | 18 de julio de 2015     | 1     | N/A    | Provincia de Cantón     |                                                                     |
| Victoria  | 6-1    | Gele Qing                    | TKO (golpes)                                | CKF World Federation: Zhong Wu Ultimate Fighting         | 18 de abril de 2015     | 1     | 3:50   | Pekín                   |                                                                     |
| Victoria  | 5-1    | Victor Sckoteski             | TKO (golpes)                                | M-1 Challenge 53                                         | 25 de noviembre de 2014 | 1     | 4:27   | Pekín                   |                                                                     |
| Victoria  | 4-1    | Filip Kotarlic               | KO (puñetazo)                               | M-1 Challenge 44                                         | 30 de noviembre de 2013 | 1     | 3:05   | Tula                    | Debut en el peso wélter.                                            |
| Victoria  | 3-1    | Deyan Topalski               | Decisión (unánime)                          | M-1 Challenge 38                                         | 9 de abril de 2013      | 3     | 5:00   | San Petersburgo         |                                                                     |
| Derrota   | 2-1    | Kris Hocum                   | Sumisión (rear-naked chokes)                | Beirut Elite Fighting Championship: First Blood          | 15 de diciembre de 2012 | 1     | 1:40   | Beirut                  |                                                                     |
| Victoria  | 2-0    | Dankao Sakda                 | KO (puñetazo)                               | Top of the Forbidden City 4                              | 19 de agosto de 2011    | 1     | 6:56   | Pekín                   |                                                                     |
| Victoria  | 1-0    | Wang Hong Tao                | TKO (lesión en el brazo)                    | Top of the Forbidden City 2                              | 22 de julio de 2011     | 1     | 0:51   | Pekín                   | Debut en el peso medio.                                             |